# Петрополис
Петро̀полис (на португалски Petrópolis, на бразилски португалски Петрополис, на португалски се изговаря по-близко до Петропулиш) е община в Югоизточна Бразилия, щат Рио де Жанейро. Градът възниква около извънградска резиденция на император Педро II, на чието име е наречен. Населението му е около 312 800 души (2009). Заема площ от 774,606 км². Плътността на заселеност е 395,9 ч./км².

## Статистика
- Брутен вътрешен продукт за 2005 г. е 3.126,961 милиона реала (данни: Бразилски институт по география и статистика).
- Брутен вътрешен продукт на човек от населението за 2005 г. е 10.219,00 реала (данни: Бразилски институт по география и статистика]).
- Индекс на човешко развитие за 2000 г. е 0,804 (данни: Програма за развитие на ООН).

## Личности
Родени
- Рафаел да Силва (р. 1990), бразилски футболист

Починали
- Стефан Цвайг (1881-1942), австрийски писател